# Перейра (Монтемор-у-Велью)
Перейра (порт. Pereira) — район (фрегезия) в Португалии, входит в округ Коимбра. Является составной частью муниципалитета Монтемор-у-Велью. Находится в составе крупной городской агломерации Большая Коимбра. По старому административному делению входил в провинцию Бейра-Литорал. Входит в экономико-статистический субрегион Байшу-Мондегу, который входит в Центральный регион. Население составляет 2241 человек на 2001 год. Занимает площадь 12,96 км².
Покровителем района считается Стефан Первомученик (порт. Santo Estêvão).